# Feodora Adelheid van Sleeswijk-Holstein-Sonderburg-Augustenburg

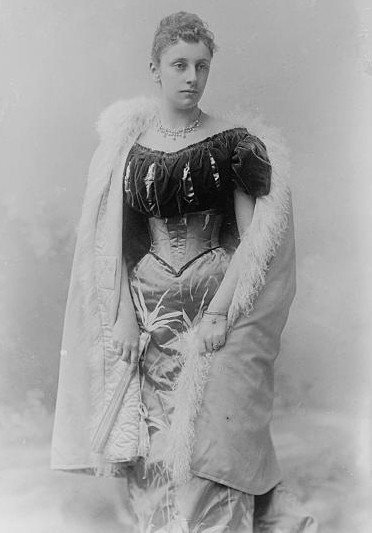
Prinses Feodora Adelheid in 1909

Feodora Adelheid Helene Louise Caroline Pauline Alice Jenny van Sleeswijk-Holstein-Sonderburg-Augustenburg, VA (Primkenau, 3 juli 1874 - Obersasbach, 21 juni 1910) was een lid van de Augustenburg-tak van het Huis Oldenburg.
Zij was het jongste kind van hertog Frederik en Adelheid van Hohenlohe-Langenburg en een jonger zusje van de latere Duitse keizerin Augusta Victoria. Haar oma Feodora van Leiningen, naar wie zij was vernoemd, was de halfzuster van de Britse koningin Victoria.
Feodara Adelheid bezocht de Hoge School voor de Kunsten in Dresden. Haar leermeester was er Fritz Mackensen, een van de grondleggers van de Kunstenaarskolonie Worpswede. Na haar opleiding vestigde de prinses zich op het Krongut Bornstedt bij Potsdam. Hier legde zij zich aanvankelijk helemaal toe op het schilderen. Zij schilderde vooral in de impressionistische stijl. Later begon zij ook met schrijven. Een aantal werken van haar hand werd onder de pseudoniemen F. Holstein en F. Hugin uitgegeven.
De prinses had een slechte gezondheid. Toch stierf zij tamelijk onverwacht. De doodsoorzaak is nooit vast komen te staan.